# Tabaung
Tabaung (tiếng Miến Điện: တပေါင်း) là tháng thứ mười hai và là tháng cuối cùng theo lịch Miến Điện truyền thống.

## Lễ hội và lễ kỷ niệm
- Lễ hội Tabaung (Magha Puja) - trăng rằm Tabaung
- Lễ hội chùa Sand (သဲပုံစေတီပွဲတော်)[2]
- Lễ hội diễu hành 28 chùa, Thị trấn Pyinmana[3]
- Lễ hội chùa
  - Lễ hội chùa Shwedagon[4]
  - Lễ hội chùa Alaungdaw Kathapa, Vùng Sagaing[5]
  - Lễ hội chùa Shwesettaw, Thị trấn Minbu, Vùng Magwe[6][7]
  - Lễ hội chùa Shwesayan (Thị trấn Patheingyi, Vùng Mandalay)[8]

## Biểu tượng Tabaung
- Hoa: Chi Cồng[9]